# 瓜狀肢虫属
美麗瓜狀肢蟲（學名：Cucumericrus decoratus）是瓜狀肢蟲屬（學名：Cucumericrus）是放射齒目下的一屬，人類目前只發現了幾個保存狀況極差的化石。 瓜狀肢蟲沒有附肢，但它有腿，被認為是介於葉足動物腿和節肢動物腿之間的結構。

## 命名和發現
是由拉丁文的cucis是指瓜，而crus是指腳或是肢體，意思是瓜狀肢蟲的腿是瓜形，而decoratus是由decorus轉變而來，帶有美麗之意，指瓜狀肢蟲末端的皮有特別的皺紋。正模標本是NIGPAS 115352。
在1995年由Hou, Bergstrom和Ahlberg在中國澄江市帽天山發現的，生活在寒武紀的早期。